# Markus Schmidt (Basketballspieler)
Markus Schmidt (* 31. März 1977) ist ein ehemaliger deutscher Basketballspieler.

## Laufbahn
Der 2,08 Meter große Innenspieler stieg in der Saison 1995/96 mit den Telekom Baskets Bonn unter Trainer Bruno Socé von der 2. Basketball-Bundesliga in die Basketball-Bundesliga auf und erreichte im selben Spieljahr das Viertelfinale des DBB-Pokals. Schmidt gehörte auch nach dem Gang in die höchste deutsche Spielklasse zum Bonner Aufgebot. Als Liganeuling erreichte Schmidt 1996/97 mit den Bonnern den siebten Platz in der Bundesliga-Hauptrunde und kämpfte sich in der Folge bis in die Endspielserie vor, in der man Alba Berlin unterlag. Im zweiten Bonner Bundesliga-Jahr zählte Schmidt nicht mehr zur Mannschaft.